# Heliophobus typica
Heliophobus typica là một loài bướm đêm trong họ Noctuidae.